# As-Sawa (Hama)
As-Sawa (arab. الصاوا) – wieś w Syrii, w muhafazie Hama. W 2004 roku liczyła 546 mieszkańców.